# Сенадор Гиомард
Сенадор Гиомард е град — община в североизточната част на бразилския щат Акри. Общината е част от икономико-статистическия микрорегион Риу Бранку, мезорегион Вали ду Акри. Населението на общината към 2010 г. е 20 153 души, а територията ѝ е 1837.294 km2. Наречена е в чест на политика Жозе Гиомард дус Сантус. Отстои на 24 km от щатската столица Риу Бранку.

## История
Градът е познат също с името Кинари, понеже при пристигането си първите заселници в региона виждат, че мястото е богато на дървесина, известна като кина-кина (quina-quina).
Селището, намиращо се на брега на река Жудия, придобива статут на община на 14 май 1963, със сегашното си име, в чест на автора на проектозакона, по който е създадена — сенатор Жозе Гиомард дус Сантус.
Градът е известен и като мястото на „фъстъците“. Всяка година тук се чества „Празник на фъстъците“, на който вземат участие местни жители и туристи.

## География
Според преброяването от 2010 населението на общината възлиза на 20 153 души; от тях 59,8% градско население или 11.280 души; 40,2% селско, или 7.583 жители. Територията ѝ е 2047 km², заемайки 18-о място по площ, с гъстота на населението от 10,9 д./km².
Граничи на север с щата Амазонас, на юг и запад с Риу Бранку, на изток с община Пласиду ди Кастру и на североизток с Акриландия.

### Достъп
До града се достига по павирани пътища. Свързан е с Риу Бранку чрез щатската магистрала AC-40 и с община Бока ду Акри, в щата Амазонас с магистрала 317.

## Икономика
Икономиката на общината се основава на селското стопанство, с дял в икономиката от над една трета, с предприятия за преработка и някои селскостопански отрасли. Жители от японски произход, живеещи в града, инвестират в засаждането и производството на фъстъци. Намира се в процес на изпълнение Зона за обработка на износа, която е в стратегическо местоположение за пристанищата на Тихия океан.